# Romano La Morte
Romano La Morte (11 augustus 2004) is een Belgisch voetballer.

## Carrière
La Morte ondertekende in juni 2021 een profcontract bij Excel Moeskroen, dat net naar Eerste klasse B was gedegradeerd. Hij kreeg in het seizoen 2021/22 geen officiële speelminuten in het eerste elftal van de club. Na het faillissement van Moeskroen vond hij onderdak bij Beerschot VA, waar hij in juli 2022 een profcontract tot 2024 ondertekende.
Op de openingsspeeldag van het seizoen 2022/23 maakte hij zijn profdebuut: tegen SK Beveren (1-0-zege) liet trainer Andreas Wieland hem in de 85e minuut invallen voor Mardochee Nzita. Zes dagen later liet Wieland hem ook kort invallen tegen SL 16 FC. Daarna was het wachten op de 3-2-zege tegen Jong Genk op 27 januari 2023, toen La Morte in de 68e minuut bij een 1-2-achterstand mocht invallen voor doelpuntenmaker Ilias Sebaoui. Tussendoor speelde hij evenwel acht wedstrijden voor het beloftenteam van Beerschot in de Tweede afdeling, waarin hij eenmaal scoorde.
In februari 2023 gingen Beerschot en La Morte in onderling overleg uit elkaar.

## Clubstatistieken
| Seizoen         | Club             | Land            | Competitie      | Competitie | Competitie | Beker | Beker | Supercup | Supercup | Europees | Europees | Totaal | Totaal |
| Seizoen         | Club             | Land            | Competitie      | Wed.       | Dlp.       | Wed.  | Dlp.  | Wed.     | Dlp.     | Wed.     | Dlp.     | Wed.   | Dlp.   |
| --------------- | ---------------- | --------------- | --------------- | ---------- | ---------- | ----- | ----- | -------- | -------- | -------- | -------- | ------ | ------ |
| 2022/23         | Beerschot VA     | Vlag van België | Eerste klasse B | 3          | 0          | 0     | 0     | —        | —        | —        | —        | 3      | 0      |
| 2022/23         | Beerschot VA U23 | Vlag van België | Tweede afdeling | 8          | 1          | —     | —     | —        | —        | —        | —        | 8      | 1      |
| Carrière totaal | Carrière totaal  | Carrière totaal | Carrière totaal | 11         | 1          | 0     | 0     | 0        | 0        | 0        | 0        | 11     | 1      |

Bijgewerkt op 10 februari 2023.